# National Sylvan Theater
Le National Sylvan Theater est un théâtre de verdure au pied du Washington Monument, sur le National Mall, à Washington, la capitale des États-Unis. Construit sur une idée d'Alice Pike Barney, il est inauguré en présence du président Woodrow Wilson au milieu de l'année 1917.